# Daalbrikgronden
Daalbrikgronden is een bodemtype binnen het Nederlandse systeem van bodemclassificatie en behoort tot de xerobrikgronden. Deze gronden hebben in de briklaag (B-horizont) gleyverschijnselen. Soms is deze gley een gevolg van kwel uit hogergelegen rivierterrassen. Ze komen voor in vrij laag gelegen oude rivierkleigronden van het laagterras van de Maas. Ze zijn ook te vinden in de dalen van het Limburgse lössgebied. De naam daalbrikgrond verwijst hiernaar. In het lössgebied is de gevlekte briklaag bedekt met een laag colluvium.

## Schematische profielbeschrijving
De onderstaande tabel omvat een schematische uiteenzetting van het bodemprofiel van een daalbrikgrond.
| Horizont | Diepte   | Omschrijving |
| -------- | -------- | --- |
| Ap       | 0–20 cm  | donkerbruine, zeer lichte zavel; kruimelige structuur; 3% humus                                                                                     |
| E        | 20–40 cm | donker geelbruine, zeer lichte zavel; kruimelige structuur; poreus                                                                                  |
| EB       | 40–50 cm | donkerbruine, matig lichte zavel; zwak blokkige structuur; zeer poreus                                                                              |
| Bt       | 50–70 cm | donkerbruine, matig lichte zavel; blokkige structuur; duidelijk zichtbare kleiinspoeling                                                            |
| Btg      | 70–90 cm | bruine, zware zavel met grijze (reductie)- en roestvlekken; sterk blokkige structuur; zeer duidelijk zichtbare kleiinspoeling; zwak poreus          |
| BCg      | > 90 cm  | zeer lichte zavel, in kleur overeenkomend met Btg; roest- en reductievlekken nemen toe met diepte; zwak onregelmatig blokkig tot massieve structuur |